# الصلاء (وشحة)

تعديل مصدري - تعديل

الصلاء هي إحدى قرى عزلة بنى سعد بمديرية وشحة التابعة لمحافظة حجة، بلغ تعداد سكانها 259 نسمة حسب تعداد اليمن لعام 2004.